# Bob Moha
Bob Moha (Milwaukee, 6 de junho de 1889 - Milwaukee, 30 de julho de 1959) foi um pugilista americano, que lutou entre 1906 e 1922.

## Biografia
Bob Moha, cujo nome verdadeiro era Robert Mucha, começou a lutar boxe em 1906. Moha era um lutador baixo, de apenas 1,65m de altura, mas que compensava sua baixa estatura com sua força e determinação.
Após fazer a grande maioria de suas lutas iniciais em Milwaukee, em 1911, Moha saiu de sua "caverna" e foi até Boston duelar contra o ex-campeão Billy Papke, que à época era o líder na corrida pelo título vago dos pesos-médios. 
Em uma luta de doze assaltos, Moha foi declarado o vencedor, causando um abalo na carreira de Papke, mas ao mesmo tempo dando um grande impulso em sua própria carreira.
Propostas de lutas contra Georges Carpentier e Frank Klaus, dois grandes boxeadores da época, logo surgiram para Moha. Contudo, após mais algumas poucas exibições em 1912, Moha retornou para sua "caverna" em Milwaukee, desaparecendo por completo dos holofotes.  
Em seu retorno, em 1913, após explicar seu sumiço como umas férias merecidas, Moha enfrentou Cyclone Johnny Thompson, outro lutador que também havia vencido Papke anteriormente. 
Em uma luta de dez assaltos, a vitória foi creditada à Moha pelos jornais, o que lhe rendeu o título mundial dos meios-pesados, muito embora este seu título somente fosse reconhecido pelo Estado de Nova Iorque.
Entretanto, em 1914, Moha foi derrotado por Jack Dillon, outro lutador que também reclamava para si o título de campeão mundial dos meios-pesados. A luta foi decidida nos pontos, após doze assaltos.
Após essa derrota para Dillon, a carreira de Moha estagnou-se por completo, tendo acumulado muitas lutas sem decisão no seu cartel, até sua aposentadoria, que aconteceu em 1922.